# Friedrich Leopold Burchard
Friedrich Leopold Burchard (* 8. Januar 1809 in Posen; † 9. Dezember 1869 in Bunzlau) war ein deutscher Augenarzt und Geburtshelfer, Königlich Preußischer Sanitätsrat und Kommunalpolitiker in Breslau.

## Leben
Leopold Burchard war ein Sohn eines Regierungsinspektors und der jüngere Bruder unter anderem des späteren Hofrates August Burchard. Bis zum 11. Lebensjahr wurde der Knabe, der durch den frühen Tod seiner Mutter zur Halbwaise geworden war und durch eine ältere unverheiratete Schwester mütterlich erzogen wurde, durch seinen eigenen Vater privat unterrichtet. „[…] Unter großen Entbehrungen“ absolvierte er dann in Breslau das dortige Magdalenäum. Ab 1828 besuchte er zunächst die Universität Breslau, dann die Leucorea in Wittenberg und schließlich die Universität in Berlin, wo er zu Weihnachten am 24. Dezember 1832 promovierte und anschließend sein Staatsexamen ablegte.
Nach dem Tod seines Vaters ließ sich Burchard, ebenso wie sein älterer Bruder, der ihm den Vater ersetzte, 1834 in Breslau nieder. Anfänglich als Augenarzt eröffnete er eine Armenklinik im Haus „Blauer Hirsch“.
1836 trat Burchard der Schlesischen Gesellschaft für vaterländische Kultur bei, der er bis zu seinem Lebensende angehören sollte.
Am 8. Januar 1839 heiratete Burchard in Oels die verwitwete Adelheid Georgy, geborene Behnsch oder Behnisch, die ihm jedoch schon „[...] im ersten Wochenbett entrissen“ wurde. 1841 heiratete er dann seine Bertha, Tochter des ehemals in Deutsch Krone tätigen Land- und Stadtrichters Krause, der bereits zuvor am 16. Mai 1839 gestorben war. Dem Paar wurde am 10. Februar 1845 August Albert Burchard geboren, der spätere Arzt und Chirurg sowie Sanitätsrat in Breslau.
Ähnlich wie sein Bruder August in Breslau wandte sich Friedrich, dem die erste Ehefrau im Kindsbett verstarb, bald ebenfalls der Geburtshilfe zu. Zu dem Thema verfasste er in den Jahren zwischen 1840 und 1850 einige unveröffentlicht gebliebene Handschriften, die allerdings rasch veraltet und von der Entwicklung überholt waren.
Burchards Verdienst lag denn auch eher in seinen praktischen Tätigkeiten. Er diente seiner Gemeinde nicht nur viele Jahre auch als Stadtverordneter, sondern als Arzt in dem Kinderkrankenhäusern Hospital zum heiligen Grabe und Hospital zum Heiligen Geist, im St. Bernhardin-Hospital sowie in der örtlichen Bürgerversorgungsanstalt. Für seine Dienste wurde ihm am 5. Juli 1862 schließlich der Titel eines Königlich Preußischen Sanitätsrates verliehen. Zudem wurde Burchard mit der Verleihung des Königlichen Kronen-Ordens geehrt.
Im Todesjahr seines Bruders brach 1866 die Cholera in Breslau aus, woraufhin Leopold Burchard zusätzlich bis zu drei Stunden täglich Tag und Nacht an die Krankenbetten und in die Lazarette zur Hilfe eilte – bis zu seinem völligen Zusammenbruch. Im Jahr 1867 wurde er mit der Diagnose „Geisteskrankheit“ von Breslau in die „[…] Irrenanstalt zu Bunzlau“ verbracht, wo „[…] ein Schlagfluß das traurige Dasein des an Gehirn-Erweichung Leidenden“ beendete.

## Nachkommen und Stolpersteine in Hamburg

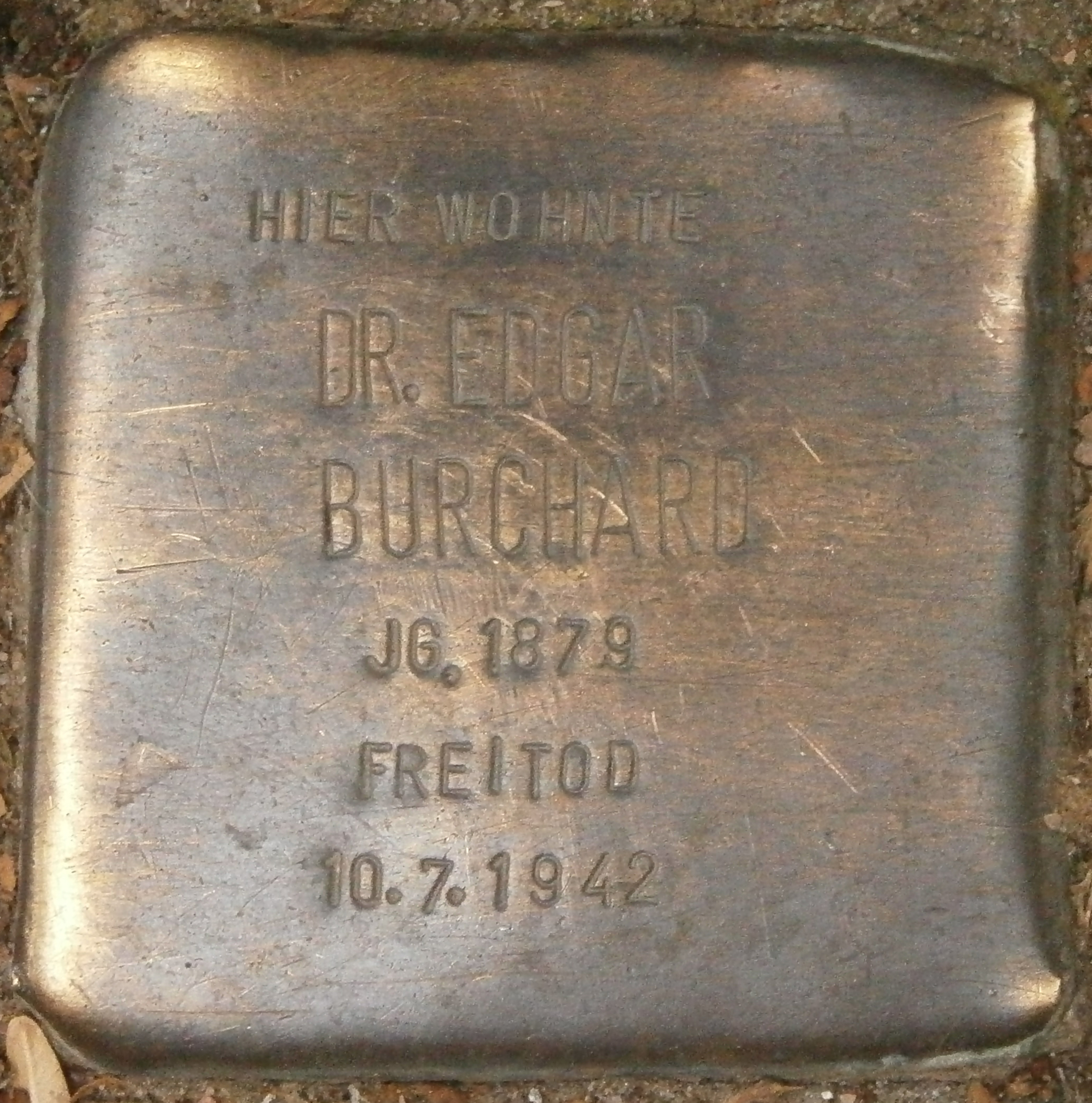
Stolperstein für Edgar Burchard (1879–1942) vor der Feldbrunnenstraße 21 in Hamburg-Rotherbaum

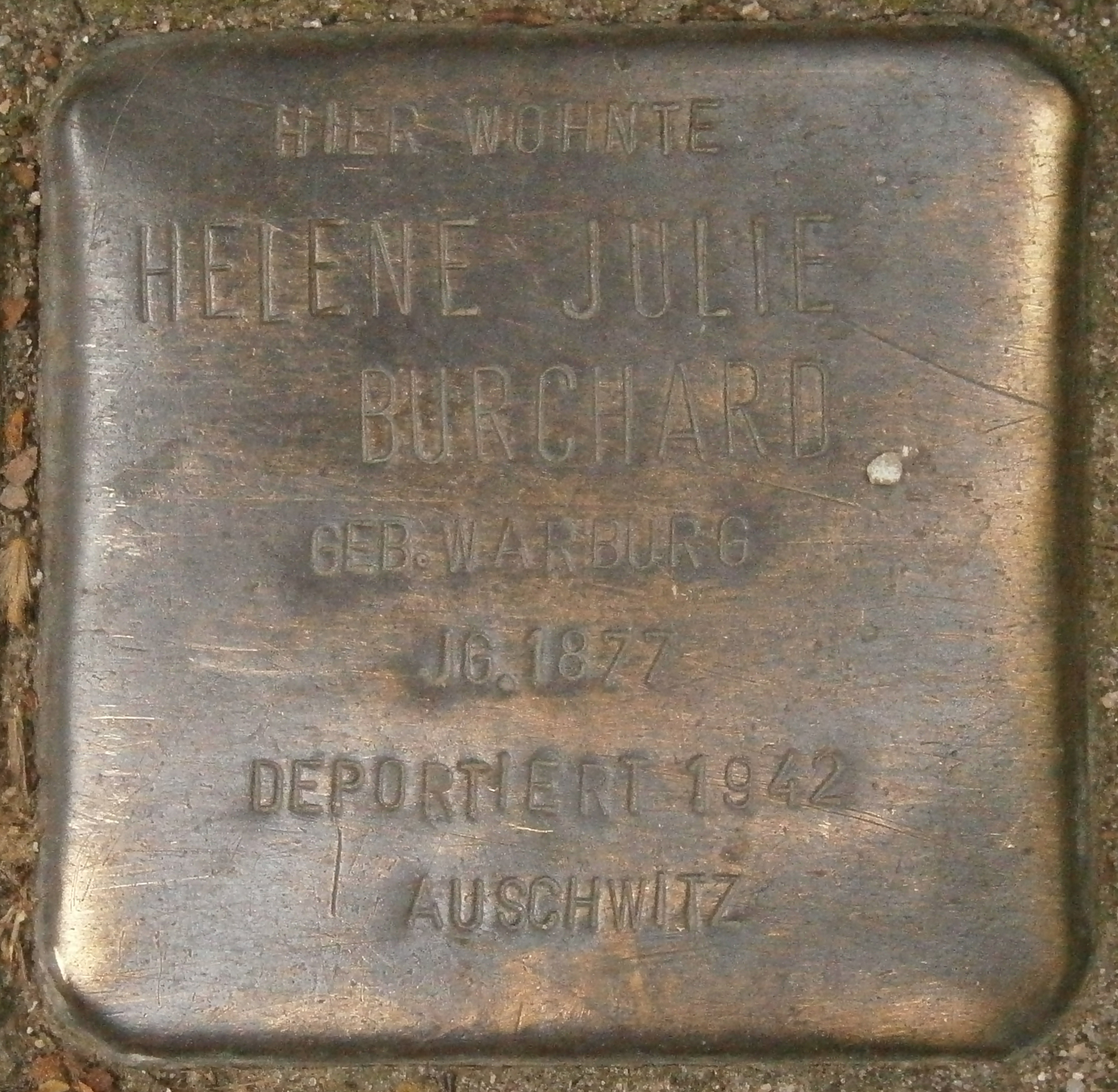
Helene Julie Burchard (1877–1942), mit Gas ermordet im Auschwitz

Burchards Sohn Albert, Sanitätsrat in Breslau und Augenarzt, zeugte Friedrich Leopolds Burchards Enkel Edgar Burchard (geboren am 6. Juli 1879 in Breslau, gestorben durch Selbsttötung am 10. Juli 1942 in Hamburg). Dieser heiratete in der Hauptkirche Sankt Katharinen in Hamburg die aus der jüdischen Familie Warburg stammende Helene „Ellen“, die noch vor der Hochzeit 1905 zum evangelischen Glauben übergetreten war. Das Paar bewohnte ab 1914 bis 1938 ein von Ellens Vater, dem Bankier Albert Warburg, gekauftes Haus in der Feldbrunnenstraße 21 im Stadtteil Rotherbaum. Das Paar hatte vier Kinder:
- Gertrud (1906–1994), verheiratete Wenzel[8]
- Albert Edgar (1908–1971) emigrierte 1936 nach Johannesburg
- Oswald (1909–1998) wanderte vermutlich 1931 nach Kairo aus[9], Lebensgefährte der Brigitte Schiffer[10]
- Marie Betty (1912–1969), verheiratete Ehrhardt, emigrierte 1938 nach Melbourne in Australien[11]

Ihre Eltern wurden Ende 1940/Anfang 1941 zwangsweise in einem sogenannten „Judenhaus“ in der Straße Kleine Papagoyenstraße 2 in Altona eingepfercht, von wo aus beide zusammen mit ihren Leidensgenossen am 11. Juli 1942 in das Vernichtungslager Auschwitz deportiert werden sollten. Edgar Burchard kam dem zuvor und vergiftete sich mit Veronal-Tabletten; er starb am 10. Juli 1942 im Hamburger Israelitischen Krankenhaus in der Johnsallee 68. Seine Frau Ellen jedoch – ihr genaues Todesdatum ist nicht bekannt – wurde in Auschwitz mit Gas ermordet.
Für das Ehepaar Edgar und Ellen Burchard wurden Stolpersteine vor dem Haus verlegt, in dem sie von 1914 bis 1938 noch freiwillig gelebt hatten.
Siehe auch:
- Liste der Stolpersteine in Hamburg-Rotherbaum: Straßen A–H, Straßen I–Z